# Summer Scent
Summer Scent (hangul: 여름향기; rr: Yeoreum Hyanggi) é uma série de televisão sul-coreana exibida pela KBS2 de 7 de julho a 9 de setembro de 2003, estrelada por Song Seung-heon e Son Ye-jin.
A série é a terceira parte da tetralogia Endless Love, com tema de estações do ano, dirigida por Yoon Seok-ho. Ele teve uma audiência média de 10,7% e atingiu um pico de audiência de 11,6%.

## Enredo
O primeiro amor de Yoo Min-woo (Song Seung-heon) foi Seo Eun-hye (Shin Ae). No entanto, Eun-hye sofre um acidente de carro e morre. Sem o conhecimento de Min-woo, seus pais decidem doar seus órgãos. Shim Hye-won (Son Ye-jin) sofre de uma doença cardíaca possivelmente fatal desde a infância. Milagrosamente, ela descobre que obterá um coração de um doador, a falecida Eun-hye.
Sofrendo com a dor de perder a namorada, Min-woo vai para a Itália para estudar, com as memórias de Eun-hye ainda persistindo em seu coração. Quando ele volta para a Coreia, o destino revira Hye-won e Min-woo. Quando os dois se encontram no aeroporto, o coração de Hye-won (coração de Eun-hye) bate estranhamente mais rápido quando ela está perto de Min-woo.
Park Jung-jae (Ryu Jin) é o noivo de Hye-won. A irmã mais nova de Jung-jae, Park Jung-ah (Han Ji-hye) conhece Min-woo na Itália e se apaixona por ele. Enquanto isso, Min-woo sente culpa por Eun-hye, porque seus sentimentos de amor são despertados mais uma vez enquanto ele fica por perto de Hye-won.
Por coincidência, Min-woo acaba sendo contratado como diretor de arte do projeto de Jung-jae "Aroma de Verão", com Hye-won como sua florista. Escondendo seu encontro anterior na floresta, eles se cumprimentam desajeitadamente, como se nunca tivessem se conhecido. Durante o projeto, o carinho deles se aprofunda, e Min-woo começa a "reconhecer" semelhanças entre Eun-hye e Hye-won. Hye-won, por outro lado, acredita que é o destino que seu coração bate mais rápido sempre que Min-woo está perto. O gosto deles um pelo outro logo desencadeia as suspeitas de Jung-ah e logo depois as suspeitas de Jung-jae. Jung-jae, no entanto, escolhe fechar os olhos, pois ama profundamente Hye-won. É então a vez de Hye-won ficar confuso sobre se seus sentimentos por Min-woo são verdadeiros ou um resultado fisiológico dos sentimentos passados de Eun-hye por ele. Como resultado, ela decide deixar Min-woo, tentando encobrir seus sentimentos de culpa por Jung-jae e Jung-ah. Ela volta para o lado de Jung-jae e concorda em se casar com ele.
Para esquecer Hye-won, Min-woo decide partir para a Itália indefinidamente, mas somente depois de vê-la uma última vez. No casamento de Hye-won, Min-woo lança um último olhar para ela e depois sai. Com Min-woo próximo, o coração de Hye-won mais uma vez sinaliza sua presença e, assim, alertado, ela vê Min-woo saindo. Desesperadamente tentando pegar Min-woo, Hye-won entra em colapso. Min-woo leva Hye-won ao hospital com Jung-jae chegando um pouco mais tarde. Jung-jae, zangado com Min-woo por ter causado o colapso de Hye-won, diz para ele partir para a Itália, mas Min-woo concorda em sair apenas depois que Hye-won recuperou a consciência. Logo, Hye-won acorda e Jung-jae profundamente irritado proíbe Min-woo de vê-la, ordenando que ele saia no local. No entanto, Min-woo concorda em sair apenas depois que Hye-won promete que ele se submeterá a uma cirurgia cardíaca, pois não ter a operação significaria sua morte certa.
Logo após sua chegada à Itália, Min-woo recebe uma carta notificando-o de que Hye-won morreu durante a operação.
Três anos depois, com lembranças de Hye-won em seu coração, Min-woo retorna à Coréia como gerente de um Art Center. Durante sua ausência, Hye-won passou por um transplante de coração após a cirurgia inicial e depois viajou para os Estados Unidos para outro transplante. Subindo as escadas do Art Center e descendo depois da entrega, eles se reencontram. A batida anormal do novo coração de Hye-won sinaliza a presença de Min-woo para ela e, portanto, de uma vez por todas, confirma que seu amor um pelo outro é autêntico.

## Elenco
- Song Seung-heon como Yoo Min-woo
- Son Ye-jin como Shim Hye-won
- Ryu Jin como Park Jung-jae
- Han Ji-hye como Park Jung-Ah
- Shin Ae como Seo Eun-hye
- Jo Eun-sook como Oh Jang-mi
- Ahn Jung-hoon como Ji Dae-poong
- Kim Hae-sook como mãe de Min-woo
- Kim Yong-gun como pai de Min-woo
- Ha Jae-young
- Kang Ji-hwan como marido de Jung-ah (parte pequena, episódio 20)

## Trilha sonora
1. Main Title
2. Secret (비밀) – Jung In-ho
3. Missing U – Seo Jin-young
4. Perhaps (쩌면) – Seo Jin-young
5. Summer Scent (여름향기) – Jung In-ho
6. Serenade
7. Second Romance – Seo Jin-young
8. Summer Scent 2 (여름향기 2)
9. Second Time in Love (두 번째 사랑) – Seo Jin-young
10. Perhaps (instrumental) (쩌면)
11. Serenade – Yoo Mi-sook
12. Secret (instrumental - piano) (비밀)
13. Second Time in Love (instrumental) (두 번째 사랑)
14. Love – Seo Jin-young
15. Secret (instrumental - guitarra) (비밀)
16. If I Said I Loved You (사랑한다면) – Jung In-ho e Seo Jin-young
17. Fox Rain (여우비)
18. Love  (instrumental)

## Transmissão internacional
Foi exibida no Japão no canal de satélite WOWOW em junho de 2004. Isto foi seguido por reprises no canal a cabo LaLa TV em maio de 2004, rede terrestre TBS em setembro de 2005 e no canal a cabo Hallyu KNTV de 7 de agosto a 2 de outubro de 2005.
Foi exibida nas Filipinas na GMA Network sob o título Endless Love III: Summer Scent também em 2004.
Foi exibido pela primeira vez na Tailândia no Channel 7 de 20 de abril a 9 de junho de 2009.